# 譚雄
譚雄，中国历史小説《三国演義》虚构武将。东吴孫桓的部将。
劉備为报关羽之仇征吴時，谭雄随孫桓迎撃蜀軍。同僚李異与張苞交战，譚雄将張苞的馬射倒，李異要杀张苞，关兴救援，斬李異。翌日，关兴生擒譚雄，張苞将他斬首。